# Casuariiformes
I Casuariformi (Casuariiformes Sclater, 1880) sono un ordine di uccelli che raccoglie due famiglie viventi, Casuaridi (Casuariidae) e Dromaidi (Dromaiidae, comprendente gli Emù).

## Descrizione
I casuariiformi sono fra i più grandi uccelli del mondo. Il più grande è il casuario australiano (Casuarius casuarius), che misura 170 cm e pesa più di 58 kg; solo gli struzzi sono più pesanti.

## Distribuzione
Australia e Nuova Guinea.

## Sistematica
L'ordine comprende le seguenti famiglie:
- Famiglia Casuariidae
  - Genere Casuarius (3 specie)
- Famiglia Dromaiidae
  - Genere Dromaius (1 specie)
  - Genere Emuarius † (2 specie)